# Монітори типу «Каламазу»

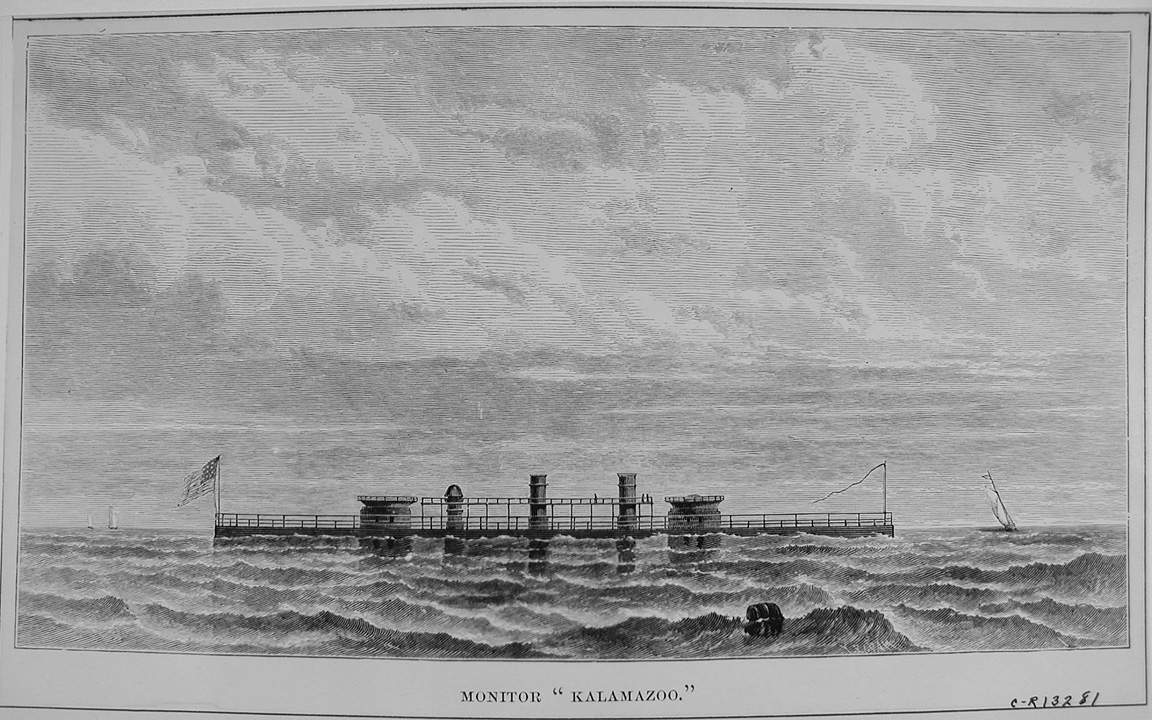
Зображення очікуваного вигляду монітора «Каламазу» на гравюрі

Монітори типу «Каламазу» були серією з чотирьох морських моніторів, які будувалися час Громадянської війни у США. Їх будівництво було призупинено в листопаді 1865 р. через завершення бойових дій. Непідготовлене дерево їх корпусів почало псуватися ще під час перебування кораблів на стапелях.
Якби чотири кораблі були закінчені, вони були б найбільш морехідними моніторами ВМС США. Кораблі були озброєнні чотирма гладкоствольними п'ятнадцятидюймовими (381 мм.) гарматами Дальгрена. Один був утилізований у 1874 році, а інші три повторили його долю через десять років.